# Lucas Arn
Lucas Arn (29 de abril de 1989, Chivilcoy, Provincia de Buenos Aires, Argentina) es un jugador de básquet argentino que se desempeña en la posición de alero y actualmente juega en Atenas, equipo de la Liga Nacional de Básquet de Argentina.

## Carrera

### Clubes
| Club                           | País      | Año             |
| ------------------------------ | --------- | --------------- |
| Central Entrerriano            | Argentina | 2006 - 2007     |
| Unión y Fuerza                 | Argentina | 2007 - 2008     |
| Central Entrerriano            | Argentina | 2008 - 2010     |
| Asociación Italiana de Charata | Argentina | 2010 - 2011     |
| Monte Hermoso Basket           | Argentina | 2011 - 2012     |
| Oberá                          | Argentina | 2012            |
| Ciudad de Bragado              | Argentina | 2012 - 2013     |
| San Lorenzo de Chivilcoy       | Argentina | 2013 - 2014     |
| La Salle de Tarija             | Bolivia   | 2014            |
| Instituto                      | Argentina | 2014 - 2015     |
| San Isidro                     | Argentina | 2015 - 2016     |
| La Salle de Tarija             | Bolivia   | 2016            |
| Ferro                          | Argentina | 2016 - 2017     |
| Comunicaciones                 | Argentina | 2017 - 2018     |
| Peñarol                        | Argentina | 2018 - 2019     |
| Atenas                         | Argentina | 2019 - 2021     |
| La Unión de Formosa            | Argentina | 2021 - 2022     |
| Ferro                          | Argentina | 2022 - 2023     |
| ABA Ancud                      | Chile     | 2023            |
| Atenas                         | Argentina | 2023 - Presente |

## Palmarés

### Campeonatos nacionales
| Título            | Club                 | País      | Año         |
| ----------------- | -------------------- | --------- | ----------- |
| Libobasquet       | Club La Salle        | Bolivia   | 2014        |
| TNA               | Instituto de Córdoba | Argentina | 2014 - 2015 |
| La Liga Argentina | Atenas               | Argentina | 2023 - 2024 |